# Micròfon parabòlic

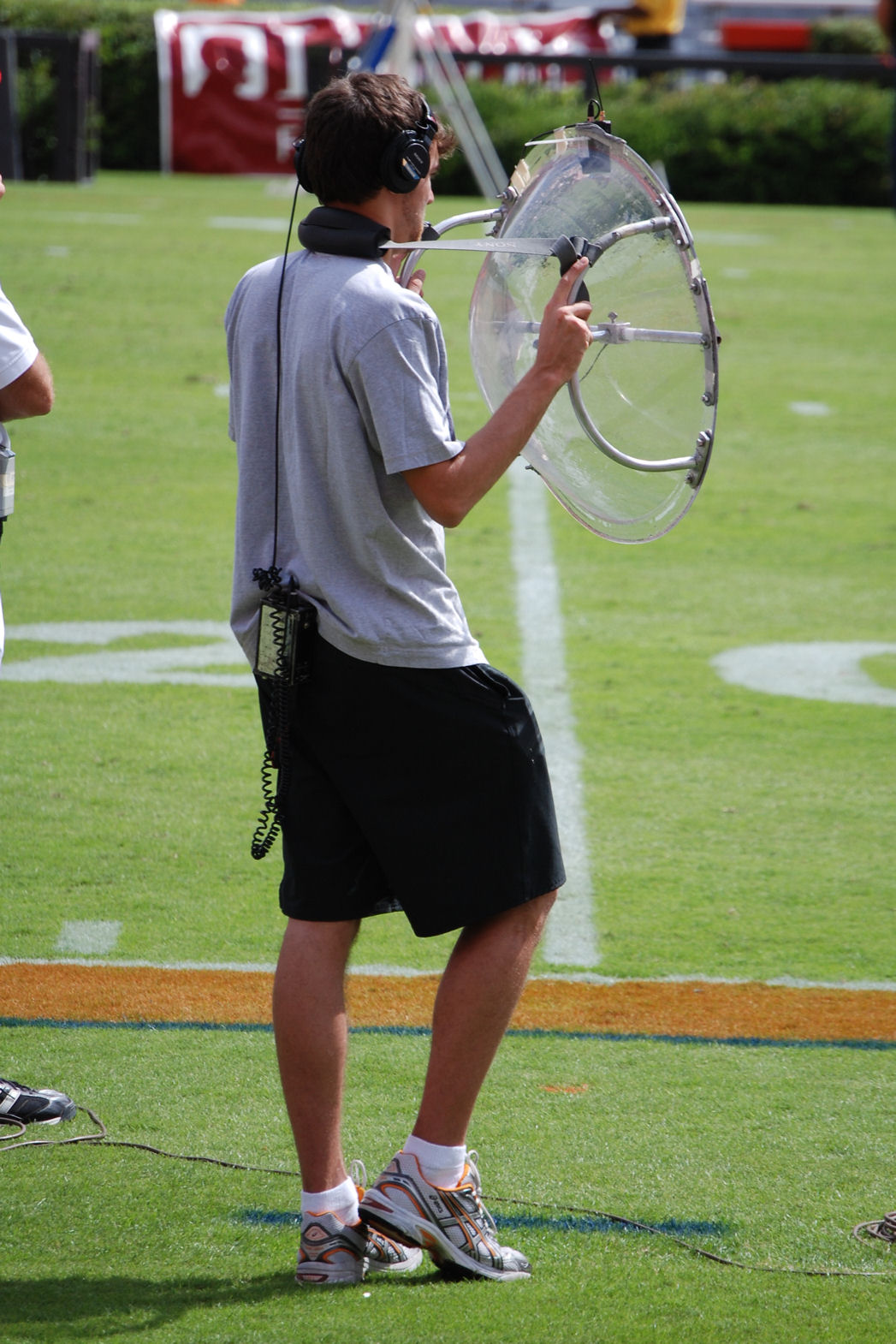
Micròfon parabòlic utilitzat en un joc de futbol americà universitari

El micròfon parabòlic és un micròfon té un diàmetre d'entre 0,5 i 1 metre i és en el seu focus on es col·loca un micròfon direccional (generalment, un cardioide de gran sensibilitat). El so arriba a la càpsula microfònica després reflectir en la paràbola. El major inconvenient dels reflectors paraboloides és que, malgrat la seva gran sensibilitat, resulten ineficaços davant freqüències inferiors a 300 Hz Aquests micros generen guanys d'uns 15 dB, però la corba de resposta cau en els greus, perquè, a diferència del micròfon d'interferència, en lloc de rebutjar el so que no està en l'eix principal, el que fa és concentrar les ones sonores, per la qual cosa acoloreixen el so resultant. Els micros parabòlics presenten la major direccionalitat, i el seu angle preferent entre els 10º a 40º. Els micròfons parabòlics no són una elecció molt comuna, però resulten molt útils per captar sons a llarga distància. Grans esdeveniments esportius, documentals, espionatge, etc.